# オトメ*ドメイン
『オトメ＊ドメイン』（OTOME*DOMAIN）は、ぱれっとクオリアより2016年6月24日に発売された18禁美少女アドベンチャーゲーム。
本作はぱれっとの姉妹的ブランドである「ぱれっとクオリア」の第1作である。2015年8月開催の『コミックマーケット88』にて制作が発表され、同年8月21日にティザーサイトが公開された。
中性的な風貌の少年である主人公・飛鳥湊が女装してお嬢様学校に通うといういわゆる「男の娘」ものである。発売から5ヶ月後の2016年11月18日には視点変更パッチが公開され、ヒロイン視点でシーンを見ることが出来るようになった。攻略対象のヒロインは3人。
株式会社クリアレーヴのブランド「スミレ」の『僕と恋するポンコツアクマ。すっごいえっち!』の体験版に湊と風莉が出演している。
逆に、『オトメ＊ドメイン』の体験版にも「僕と恋するポンコツアクマ。」のキャラクターが出演している。

## ストーリー

### プロローグ
主人公である飛鳥湊は、唯一の身寄りであった祖母を亡くし天涯孤独の身となってしまう。行くあてもなく困っていた湊は西園寺風莉に拾われ、女子校である白鈴女子学園に女装して通うことになる。

### 共通シナリオ
『白鈴女子学園第二寮』で暮らすこととなった湊は、風莉がボトラーであることや教員であり寮の責任者である那波七海のやる気のなさ、大垣ひなたの中二病のごしらせっぷりや貴船柚子のメシマズに落胆しながらも、彼女らや皆見美結といったクラスメイトと仲を深める。

## 登場人物

### メインキャラクター
飛鳥 湊（あすか みなと）
声 - 歩サラ
身長：158cm 誕生日：5月22日 （ふたご座）
本作の主人公。二年生。身寄りがないところを風莉に助けられ、風莉が理事長を務める白鈴女子学園に女装して通うことになる。料理や掃除などの家事全般が得意であり、引っ越し先の寮では家事を取り仕切る。どのルートでもツッコミ役であり、振り回され役である。
女性との関係を持つ事に拒否的であるが、ヒロインから強引に行為を迫られる羽目に遭いやすい。

西園寺 風莉（さいおんじ かざり）
声 - 杏花
身長：155cm スリーサイズ：B79/ W58/ H82
二年生。白鈴女子学園の理事長であり、学生でもある。見た目とは裏腹に不器用。勉強や運動は苦手。しかし「理事長だから何事も完璧でなければならない」と思い込んでおり、悩みを自分で抱え込んでしまうことが多い。
育ちの良さゆえの上品な物腰の反面、小用をペットボトルに済ませることがほとんどで、そのペットボトルの処理は七海や湊に押し付けている。

貴船 柚子（きふね ゆず）
声 - 上田朱音、花影蛍（OVA版）
身長：162cm スリーサイズ：B94/ W60/ H86 誕生日 : 4月3日 (牡羊座)
二年生。新聞部で部長を務める。部屋は掃除が行き届かず散らかり放題であり、料理はひなたが毒と称するほど下手である。
シュールストレミングや納豆などの発酵食品が好物。また、何段も重ねたお弁当を昼休みに平らげるほどの健啖家。

大垣 ひなた（おおがき ひなた）
声 - 姫川あいり
身長：148cm  スリーサイズ：B84/ W56/ H80 誕生日 : 2月4日 (水瓶座)
一年生。図書委員を務めている。中二病を拗らせていて、時に痛々しい言動をとることがある。
実家は新興の企業グループを支配する成金一族だが、それらしい嫌味っぽさはない。

### サブキャラクター
皆見 美結（みなみ みゆ）
声 - 鶴屋春人
身長：154cm　スリーサイズ：B77/ W59/ H83　誕生日：9月25日 （天秤座）
二年生。新聞部に所属しており、教室で湊とは隣の席になる。

那波 七海（ななみ ななみ）
声 - 七ヶ瀬輪
身長：161cm スリーサイズ：B83/ W61/ H86　誕生日：8月8日 （獅子座）
白鈴女子学園の教員で白鈴女子学園第二寮の責任者も務める。

## スタッフ
- 原画：館川まこ
- シナリオ：NYAON
- SD原画：こもわた遙華
- 音楽：BURTON

## 主題歌
オープニングテーマ「LOVING TRIP」
作詞・作曲 - rino / 編曲 - chokix / 歌 - yozuca*
Guitar - 東タカゴー / Piano - chokix
エンディングテーマ「ミライメロディ」
作詞 - rino / 作曲 - yozuca* / 編曲 - lotta / 歌 - yozurino*
Guitar・Bass - lotta / Violin - 森本安弘

## 関連商品
- オトメ*ドメイン Original Soundtrack
| #         | タイトル                          | 作詞      | 作曲    | 時間 |
| --------- | --------------------------------- | --------- | ------- | ---- |
| 1.        | 「LOVING TRIP」(歌：yozuca*)      |           | rino    | 4:36 |
| 2.        | 「Graceful lady」                 |           | BURTON  | 2:32 |
| 3.        | 「Spring bird」                   |           | BURTON  | 2:00 |
| 4.        | 「Innocent smile」                |           | BURTON  | 2:08 |
| 5.        | 「One side of the devil」         |           | BURTON  | 2:42 |
| 6.        | 「Breakufast is ham and eggs」    |           | BURTON  | 1:48 |
| 7.        | 「Lunch is minestrone」           |           | BURTON  | 1:54 |
| 8.        | 「Rest time」                     |           | BURTON  | 3:19 |
| 9.        | 「Dinner is roast beef」          |           | BURTON  | 2:33 |
| 10.       | 「Secret time」                   |           | BURTON  | 3:28 |
| 11.       | 「DON!DON!Go!Go!」                |           | BURTON  | 1:30 |
| 12.       | 「Pico pico」                     |           | BURTON  | 1:34 |
| 13.       | 「Where is the ghost?」           |           | BURTON  | 2:01 |
| 14.       | 「Eyecatch-01」                   |           | BURTON  | 0:05 |
| 15.       | 「Eyecatch-02」                   |           | BURTON  | 0:06 |
| 16.       | 「Box of the memory」             |           | BURTON  | 1:32 |
| 17.       | 「Cold rain」                     |           | BURTON  | 1:57 |
| 18.       | 「Rain stops and...」             |           | BURTON  | 1:54 |
| 19.       | 「Gentle heart」                  |           | BURTON  | 2:36 |
| 20.       | 「The depths of eyes」            |           | BURTON  | 2:52 |
| 21.       | 「Dream within a dream」          |           | BURTON  | 1:51 |
| 22.       | 「Dance of the castle」           |           | BURTON  | 2:21 |
| 23.       | 「Happy story」                   |           | BURTON  | 1:51 |
| 24.       | 「Lovers' talk」                  |           | BURTON  | 1:42 |
| 25.       | 「Hustle and bustle」             |           | BURTON  | 1:17 |
| 26.       | 「Sunny spot」                    |           | BURTON  | 1:55 |
| 27.       | 「LOVING TRIP (piano ver.)」      |           | BURTON  | 1:25 |
| 28.       | 「ミライメロディ」(歌：yozurino*) |           | yozuca* | 4:28 |
| 29.       | 「LOVING TRIP (inst ver.)」       |           | rino    | 4:36 |
| 30.       | 「ミライメロディ (inst ver.)」    |           | yozuca* | 4:28 |
| 合計時間: | 合計時間:                         | 合計時間: | 69:01   |      |
- オトメ＊ドメイン THE ANIMATION（OVA） - 2017年9月29日発売[11]

## 制作

### キャスティング
主人公・飛鳥 湊を演じた歩サラは、飲み会がきっかけでぱれっとクオリアと知り合い、先方の依頼で主人公のセリフを録音して送った際、シナリオのNYAONに聴いてもらって採用に至ったと、2023年の「BugBug」とのインタビューの中で説明しており、この時点ですでにラジオ番組の司会進行役にも割り当てられていたとも話している。
演技にあたり、ぱれっとクオリア側から「あまり男性的でなくてよい、何なら女の子の声でよい」という指示があったものの、精神は男なので、女の子としての声色を使いつつも、口調は男の子のそれなので媚がなく、そこが難しくもあり面白かったと歩は振り返っている。

## 評価
萌えゲーアワード2016では6月月間賞を獲得。
Getchu.comの「美少女ゲーム大賞2016」のキャラクター部門では飛鳥湊が男性キャラクターとして初となる第1位を獲得。グラフィック部門でも第9位に入賞し、総合部門では第9位にランクインを果たした。

## その他
- 2017年10月24日、当時放映中のアニメにおいて作中に登場するゲームUI画面が本作ゲームUI画面と非常に酷似しているとして、ぱれっとクオリアは確認・調査を実施していることを公表[16]。2017年11月27日に当該アニメが「干物妹！うまるちゃんR」であり、「協力」として正式に許諾したことを発表した[17]。